# Willy Schmidt (Maler)
Willy Schmidt (* 16. Oktober 1895 in Görlitz; † 11. Oktober 1959 ebenda) war ein deutscher expressionistischer Maler, Grafiker und Emaille-Künstler.

## Leben und Werk
Schmidt absolvierte in Görlitz eine Ausbildung zum Lithografen. Danach studierte er von 1919 bis 1921 bei Otto Mueller an der Staatlichen Akademie für Kunst und Kunstgewerbe Breslau. Mit finanzieller Unterstützung durch Görlitzer Mäzene studierte er von 1921 bis 1923 an der Kunstakademie München. Er brach das Studium aus finanziellen Gründen ab und arbeitete seitdem in Görlitz als freischaffender Maler und Grafiker. Vor allem seine Gemälde und Druckgrafiken der Jahre 1919 bis 1925 lassen deutlich die künstlerische Prägung durch Otto Müller erkennen.
Mit Hilfe des Jakob-Böhme-Bundes und der Förderung durch Joseph Anton Schneiderfranken und Fritz Neumann-Hegenberg konnte er 1920 erstmals seine Arbeiten in Görlitz ausstellen. Er gehörte zu den Künstlern im Umkreis des von Ludwig Kunz in den zwanziger Jahren herausgegebenen literarischen Blatts „Die Lebenden. Flugblätter“ und lieferte für das Titelblatt der ersten Nummer einen Linolschnitt. Von den in Görlitz tätigen expressionistischen Künstlern, darunter Fritz Neumann-Hegenberg, Joseph Anton Schneiderfranken, Johannes Wüsten, Dora Kolisch, Walter Deckwarth (1899–1967), Arno Henschel und Walter Rhaue war Schmidt einer der bedeutsamsten. Jedoch blieben seine Verkaufsmöglichkeiten in der Stadt begrenzt. Zur Sicherung des Lebensunterhalts übernahm er Gelegenheitsaufträge als Werbegrafiker und Bühnenbildner. Dennoch war er in den späten 1920er Jahren auf Unterstützung aus dem Hilfsfonds des Görlitzer Magistrats für notleidende Künstler angewiesen. Als die Nazis 1933 an die Macht kamen, war Schmidt auf dem Höhepunkt seines künstlerischen Schaffens. Außer als Maler und Grafiker war er Emaille-Künstler. Seine Kunst wurde von den Nazis als „entartet“ diffamiert. Er erhielt Arbeitsverbot und ging in die innere Emigration.
In der DDR erhielt er kaum öffentliche Förderung. 1957 bekam von der katholischen Kirche den Auftrag, für die Kapelle im St.-Carolus-Krankenhaus in Görlitz Kreuz und Tabernakel zu entwerfen und herzustellen. Beides schuf er als Emaille-Arbeit.

## Werke (Auswahl)
Malerei
- Prophetenkopf (um 1925, 60 × 55 cm; Kulturhistorisches Museums Görlitz)
- Stillleben mit Korb (1925, 55 × 70 cm; Kulturhistorisches Museum Görlitz)
- Frau in rotem Kleid (um 1930, Leimfarbe auf Rupfen; Kulturhistorisches Museum Görlitz)
- Dame in Gelb (1932; Kulturhistorisches Museum Görlitz)[3]
- Die drei Magier (1936; Leimfarbe auf Rupfen; Kulturhistorisches Museum Görlitz)
- Weihnachtsengel (vor 1946, Tempera)[4]
- Musikalische Improvisation (Aquarell; 1948 auf der 2. Jahresausstellung Lausitzer Künstler)

Druckgrafik
- Ansicht von Jerusalem (Holzschnitt; Kulturhistorisches Museum Görlitz)[5]
- Synagoge Görlitz (Holzschnitt)[6]
- Selbstporträt (Holzschnitt; Kulturhistorisches Museum Görlitz)[7]

Emaille-Kunst
- Letztes Abendmahl (Vorderfront eines Tabernakels, 1957; Walter-Rhaue-Archiv Görlitz)[2]

## Ausstellungen (unvollständig)
- 1946: Görlitz („Alte und moderne Kunst“)[8]

- 1948: Bautzen, Stadtmuseum („2. Jahresausstellung Lausitzer bildende Künstler“)[9]
- 1948: Dresden, Staatliche Kunstsammlungen („Dresdner Maler – auswärtige Gäste“; Ausstellung der Künstlergruppe Der Ruf)

### Postum
- 2004: Johannes Wüsten und die anderen – Malerei der Zwischenkriegszeit in Görlitz, Gruppenausstellung, Kulturhistorisches Museum Görlitz[10]
- 2024: Druckgrafiken von Willy Schmidt, Graphisches Kabinett des Barockhauses, Görlitz[11]